# Ferenc Feketehalmy-Czeydner
Ferenc Feketehalmy-Czeydner (geboren als Franz Zeidner; * 22. November 1890 in Piski, Königreich Ungarn, Österreich-Ungarn; † 5. November 1946 in Žabalj, Vojvodina, Volksrepublik Jugoslawien) war ein ungarischer Offizier ungarndeutscher Abstammung in der k.u.k. Armee und in der Königlich-Ungarischen Armee. Am Ende seiner Laufbahn war er Generaloberst sowie SS-Obergruppenführer und General der Waffen-SS.

## Leben
Nach dem Besuch der Artilleriekadettenschule Traiskirchen und der Theresianischen Militärakademie kam Zeidner 1910 als Leutnant zum Feldhaubitzregiment Nr. 12. Im Ersten Weltkrieg diente er als Artillerie- und Generalstabsoffizier und erreichte den Rang eines Hauptmanns. Nach Kriegsende trat er der neugegründeten Königlich-Ungarischen Armee bei, wo er ab 1921 als Generalstabsoffizier bei der 7. gemischten Brigade in Miskolc diente. Zusätzlich war er Lehrer an der ungarischen Kriegsschule. In der Zwischenkriegszeit änderte er seinen deutschen Nachnamen in Feketehalmy-Czeydner. 1928 wurde er ins Honvédministerium versetzt und 1929 zum Oberstleutnant befördert. Ab November 1934 war er stellvertretender Leiter des Luftfahrtamtes, ab März 1938 Chef der Luftwaffensektion im Honvédministerium.
Im November 1938 übernahm er dann als Kommandeur die 6. Infanterie-Brigade und wurde im folgenden Jahr zum Generalmajor befördert. Ab März 1940 war er Chef des Generalstabs der 1. Armee, bevor er im August 1941 Kommandierender General des in Szeged stationierten V. Armeekorps wurde. Im November des gleichen Jahres erfolgte seine Beförderung zum Feldmarschallleutnant.
Im Januar 1942 führten Truppen unter seinem Befehl eine großangelegte Vergeltungsaktion in der seit April 1941 durch Ungarn  annektierten Batschka durch. Die Aktion wurde nach der Ermordung mehrerer ungarischer Gendarmen und Soldaten und Sabotageakten jugoslawischer Partisanen durch den Generalstabschef Ferenc Szombathelyi angeordnet. Drei Bataillone unter Oberst László Deák wurden in das Gebiet entsandt, wo sie Unterstützung von lokalen Polizei-, Gendarmerie- und Heimwehreinheiten erhielten. Im Dorf Žabalj, in dessen Umgebung die Partisanen beobachtet worden waren, wurde auf Befehl Feketehalmys die gesamte Bevölkerung massakriert. Vom 21. bis 23. Januar fand in Novi Sad ein Pogrom statt, dem knapp 800 Menschen, davon 550 Juden und 292 Serben, zum Opfer fielen. Insgesamt waren bis zur Einstellung der Aktion am 31. Januar bis zu 4000 Personen ermordet worden.
Das Massaker von Novi Sad löste Proteste in Ungarn aus, die unter anderem vom Vorsitzenden der oppositionellen Partei der Kleinlandwirte, Endre Bajcsy-Zsilinszky, geleitet wurden. In der Folge wurde Feketehalmy in den Ruhestand versetzt, blieb jedoch unbestraft. Erst im September 1943, als sich Ungarn bereits in Verhandlungen mit den Westmächten über einen Separatfrieden befand, wurde ein Verfahren gegen die verantwortlichen Offiziere angestrengt. Am 14. Dezember 1943 wurde der Prozess gegen drei Honved- und zwölf Gendarmerieoffiziere eröffnet. Feketehalmy-Czeydner wurde zu 15 Jahren Gefängnis verurteilt, sieben Mitangeklagte erhielten Strafen von jeweils über zehn Jahren. Am 15. Januar floh Feketehalmy-Czeydner zusammen mit drei weiteren Verurteilten nach Wien, wo sie politisches Asyl erbaten. Einem Auslieferungsbegehren der ungarischen Regierung kam Adolf Hitler nicht nach.
Im März 1944 trat Feketehalmy der Waffen-SS bei und diente in der Folge im II. SS-Panzerkorps. Nach dem Staatsstreich der hitlertreuen Pfeilkreuzler unter Ferenc Szálasi kehrte er im Oktober 1944 nach Ungarn zurück und wurde stellvertretender Kriegsminister. Er wurde gegen Kriegsende mit der Aufstellung eines ungarischen SS-Korps beauftragt, das aber praktisch nur auf dem Papier bestand.
Im Mai 1945 geriet er in amerikanische Kriegsgefangenschaft, aus der er zunächst nach Ungarn ausgeliefert wurde. Die ungarischen Behörden lieferten ihn im Januar 1946 zusammen mit vier weiteren ungarischen Militärs an Jugoslawien aus. Hier wurde er wegen Kriegsverbrechen zum Tode verurteilt und am 5. November 1946 in Žabalj gehängt.

## Film
Die Ereignisse um die Massaker von 1942 wurden 1966 von András Kovács in dem Film Cold Days (ungar. Originaltitel Hideg napok) nach dem Roman von Tibor Cseres verarbeitet.